# Xã Washington, Quận Jasper, Iowa
Xã Washington (tiếng Anh: Washington Township) là một xã thuộc quận Jasper, tiểu bang Iowa, Hoa Kỳ. Năm 2010, dân số của xã này là 2.714 người.